# HBA Panthers
El HBA Panthers es un equipo de fútbol de las Islas Vírgenes Británicas que juega en el Campeonato de fútbol de las Islas Vírgenes Británicas, la liga de fútbol más importante del país.

## Historia
Fue fundado en el año 1999 en la ciudad de Road Town y es el club que representa a la policía de las Islas Vírgenes Británicas. Son uno de los equipos fundadores del Campeonato de fútbol de las Islas Vírgenes Británicas en el año 2009 luego de la reforma del torneo de liga, el cual no se jugaba desde el año 2006. Han ganado la Liga de Tórtola en 3 ocasiones.
A nivel internacional son el primer equipo de las Islas Vírgenes Británicas en jugar un torneo internacional, el Campeonato de Clubes de la CFU 2001, en el cual abandonaron el torneo en la ronda clasificatoria cuando iban a enfrentarse al SV Transvaal de Surinam.

## Palmarés
- Liga de Tortola: 3

1999/2000, 2000/01, 2002

## Participación en competiciones de la Concacaf
- Campeonato de Clubes de la CFU: 1 aparición

2001 - abandonó en la Ronda Clasificatoria

## Jugadores

### Jugadores destacados
- Gregory James